# Chionoxantha trophotalis
Chionoxantha trophotalis är en fjärilsart som beskrevs av George Francis Hampson 1908. Chionoxantha trophotalis ingår i släktet Chionoxantha och familjen nattflyn. Inga underarter finns listade i Catalogue of Life.